# Politeama Rossetti
Il Politeama Rossetti, noto anche con la denominazione di Teatro Stabile del Friuli Venezia Giulia, è un teatro di Trieste. Si tratta della più importante fondazione teatrale della città e di uno dei teatri più importanti e rinomati d'Italia sia in termini artistici che economici.
Come dice il nome stesso, si tratta di una sala ad uso misto, destinata ad ospitare ogni genere di spettacolo, sebbene sia considerato prevalentemente un teatro di prosa. Negli ultimi anni tuttavia il teatro ha acquisito notevole fama per l'allestimento di operette, musical, spettacoli di danza e altro (lasciando invece il repertorio operistico al Teatro Verdi).
Il teatro, sito nel rione di Barriera Nuova, è dedicato alla memoria di Domenico Rossetti De Scander (1774-1842), mecenate, letterato, geografo e procuratore civico di Trieste.

## Architettura
L'edificio, progettato dell'architetto Nicolò Bruno, è un'imponente struttura stilisticamente riconducibile all'Eclettismo, caratterizzato all'esterno da forme eleganti e leggere, quasi neorinascimentali (in aperto contrasto con il severo e monumentale neoclassicismo del più vecchio Teatro Verdi). La particolare collocazione, a ridosso della collina che costeggia Viale XX Settembre, ha costretto il progettista ad una azzardata e insolita soluzione, realizzando la facciata principale (collegata direttamente al Foyer) a ridosso di una ripida strada ascendente (con una particolarissima scalinata monumentale tagliata in diagonale) che collega il grande viale pianeggiante (ove è posto il vero ingresso del teatro) con la parallela Via Crispi posta diversi metri più in alto. In questo modo il livello del foyer e della platea corrisponde al primo piano della facciata nord (sul viale) e al pianterreno della facciata sud.
Il palcoscenico lungo 25 metri (ma profondo "solo" 15) si affaccia sulla grande sala dal diametro massimo di 31 metri (superando così il limite "canonico" dei 24 metri dal palco al punto più lontano) e con un volume di circa 15.000 metri cubi, che è costituita da un'ampia platea a ventaglio e da due ordini di gallerie e palchi laterali, sovrastasti da una grande cupola emisferica originariamente decorata con i ritratti di celebri musicisti. L'architettura interna rispecchia l'esterna, con strutture eleganti e leggere in stile eclettico. Oltre alla grande sala (dal 2010 Sala Assicurazioni Generali) il teatro è dotato, al piano superiore, di un ridotto (ribattezzato Sala Bartoli) di 130 posti utilizzabile come sala conferenze o per particolari spettacoli. Fin dall'inaugurazione il Rossetti fu segnalato per la straordinaria capienza (che raggiungeva, nel suo assetto originario, i 5.000 posti a sedere). Particolarmente apprezzati furono l'elegante architettura della sala principale e del foyer e, soprattutto, la cupola che poteva essere aperta nelle sere estive, criticati invece i materiali poveri usati da Bruno, l'arredamento considerato troppo scarno, nonché le eccessive dimensioni del palcoscenico.
L'aspetto attuale del teatro è dovuto ai due grandi restauri del 1928 e del 1969, entrambi curati da Umberto Nordio, che hanno radicalmente ridotto il numero dei posti a sedere (limitato a 1.531), arricchito con gusto e sobrietà gli arredi e le decorazioni e modificato alcuni elementi architettonici (con l'eliminazione del celebre meccanismo di apertura della cupola). Nel 1928, su invito di Nordio, un giovane Marcello Mascherini realizza le maschere in gesso La Tragedia, La Commedia e i bassorilievi La Musica, Il Teatro, Il Canto, La Danza posti nel foyer del nuovo Teatro. Un nuovo restauro è stato curato tra il 1999 e il 2001 da Luciano Celli e Marina Cons, con un miglioramento dei servizi e dell'agibilità del teatro, la riapertura della piccola Sala Bartoli e il restyling visivo del teatro, con il caratteristico arredo rosso, oro e blu e la nuova suggestiva cupola stellata (che si illumina allo spegnimento delle luci).

## Teatro Stabile del Friuli-Venezia Giulia
In data 22 settembre 1952, in una Trieste ancora occupata dalle truppe alleate, veniva costituita l'Associazione per il Teatro Stabile di prosa della città di Trieste, presieduta dal sindaco Gianni Bartoli.
La Compagnia di prosa, dopo il debutto alla Fenice di Venezia il 27 ottobre 1954, inaugurava la prima stagione dello Stabile di Trieste il 22 dicembre 1954 presso il Teatro Nuovo di via Giustiniano (ex sede della Gioventù italiana del littorio) con La donna di garbo di Carlo Goldoni, per la regia di Carlo Lodovici, con Laura Solari, Luigi Almirante, Armando Migliari, Gianni Mantesi, Gianni Solaro.
Nello stesso periodo venivano aperti anche la Scuola di recitazione e il Teatro per i ragazzi.
Nel 1962, decisa la demolizione del Teatro Nuovo, e sino al 1969 la programmazione dello Stabile passa all'Auditorium in via di Tor Bandena, nell'ex Casa del Fascio.
Nel 1964 veniva costituito l'Ente Autonomo per il Teatro Stabile di Prosa di Trieste poi, nel 1965, Ente Autonomo del Teatro stabile di prosa del Friuli-Venezia Giulia.
Nel 1969 il Politeama Rossetti, ultimati i lavori di restauro, veniva affidato in gestione al Teatro Stabile del Friuli-Venezia Giulia.
Nel 2015 otteneva dal MiBACT il riconoscimento di Teatro di rilevante interesse culturale.

## Amministrazione
Dal 1969 il Politeama è amministrato dal Teatro Stabile del Friuli-Venezia Giulia, che ha come soci principali il Comune di Trieste, la Regione autonoma Friuli-Venezia Giulia, la Camera di Commercio della Venezia Giulia e UniCredit S.p.A..
Dal 2021 l'incarico di direttore è affidato a Paolo Valerio (regista e docente). Dal 2020 il presidente è il triestino Francesco Granbassi.